# Puerto Rico
Puerto Rico, officieel het Gemenebest Puerto Rico, is een niet-geïncorporeerd territorium van de Verenigde Staten in het oostelijk deel van de Caraïbische Zee. Het bestaat uit het gelijknamige hoofdeiland en kleinere eilanden. Het maakt deel uit van de Grote Antillen, en ligt oostelijk van de Dominicaanse Republiek, en ten westen van de Maagdeneilanden. De bewoners heten Puerto Ricanen of Porto Ricanen, in het Spaans portorriqueños of (tegenwoordig bij voorkeur) puertorriqueños.

## Naam
De oorspronkelijke bewoners, de Taíno's noemden het eiland Borinquén wat 'Land van de dappere leider' betekent. Toen Christoffel Columbus het eiland in 1493 ontdekte noemde hij het San Juan Bautista, naar Johannes de Doper. De hoofdstad kreeg de naam Ciudad de Puerto Rico dat 'Stad van de rijke haven' betekent. Na verloop van tijd gingen schippers het hele eiland Puerto Rico noemen. Om verwarring te voorkomen werd de hoofdstad steeds vaker Puerto Rico de Puerto Rico genoemd, en later San Juan.

## Geschiedenis

### Precolumbiaanse tijd
Waarschijnlijk waren de eilanden al bewoond in het 2e millennium v.Chr. Op het eiland Vieques is in elk geval een skelet gevonden van 2000 v.Chr. In de eeuwen die volgden migreerden verschillende volkeren vanuit Zuid-Amerika naar het eiland. Rond de 10e eeuw waren de Taíno, een stam van Arowakken-Indianen, de dominante groep geworden. Toen Christoffel Columbus tijdens zijn tweede reis op 19 november 1493 voor het eerst op het eiland landde, leefden er tussen de 30.000 en 60.000 Taíno, verenigd onder Agüeybaná.

### Spaanse tijd

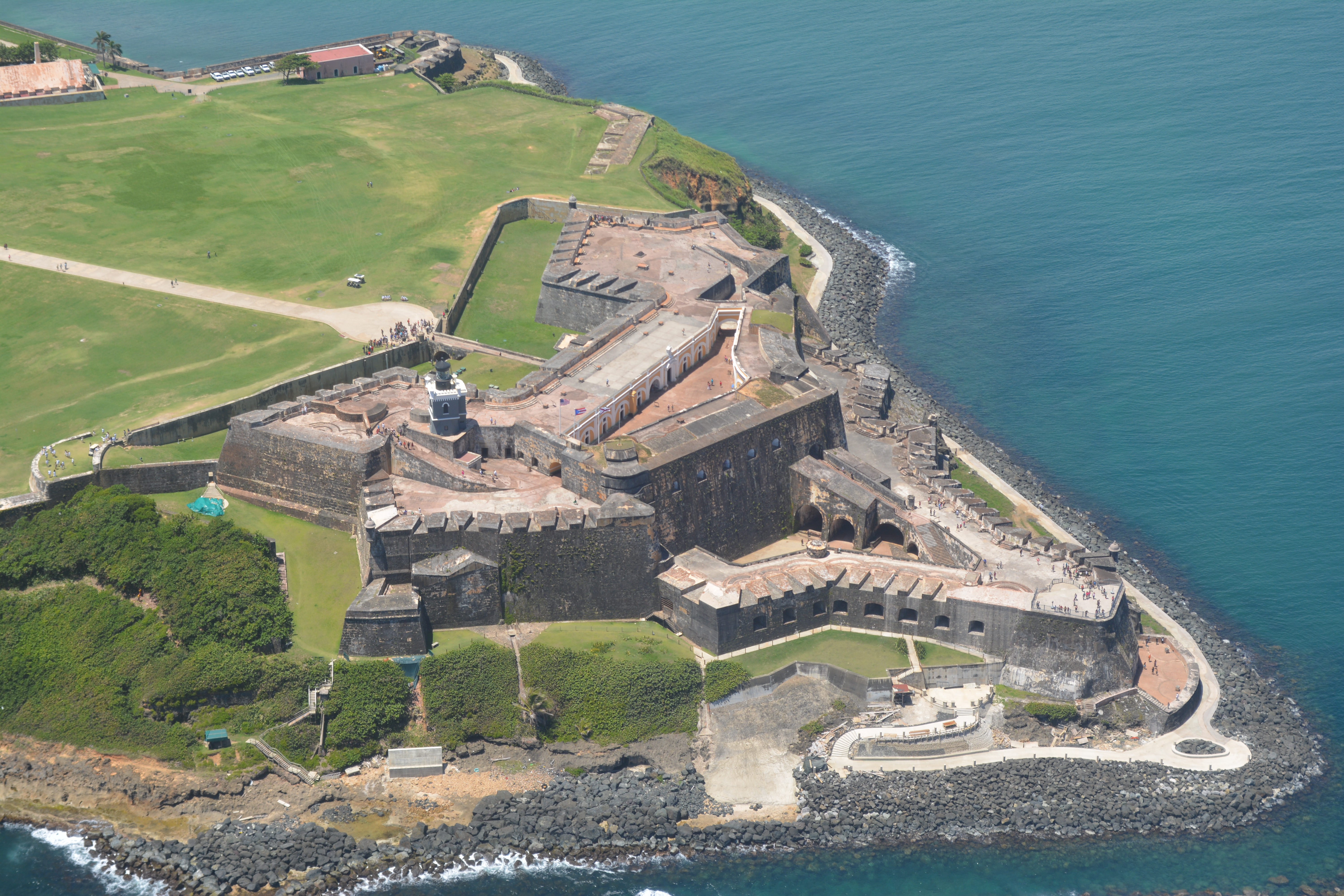
Het Kasteel San Felipe del Morro beschermde de hoofdstad en gaf het de bijnaam Gibraltar van het westen.

Na de komst van Columbus werd het eiland onderdeel van het Spaanse Rijk en zou dat vier eeuwen blijven. Juan Ponce de León werd de eerste gouverneur. De ommuurde hoofdstad werd versterkt met het Kasteel San Felipe del Morro waardoor de stad onneembaar werd. Het eiland werd een belangrijk steunpunt voor de Spanjaarden voor de kolonisering van Amerika.
De hoofdstad werd in 1595 aangevallen door Francis Drake als onderdeel van de Spaans-Engelse Oorlog. De stad zou de aanval doorstaan. In 1625 werd de stad in het kader van de Tachtigjarige Oorlog aangevallen door een Nederlandse vloot onder leiding van Boudewijn Hendricksz. Deze keer werd de stad zwaar gebombardeerd, maar wist wederom stand te houden. In 1797 vielen de Britten het eiland weer binnen, nu onder leiding van Ralph Abercromby, maar ook zij trokken zich weer terug.
Intussen was een groot deel van de Taínobevolking overleden door ziektes die de Europeanen hadden meegebracht. Een deel van de overgebleven Taíno werden tot slavernij gedwongen om op suikerplantages te werken, ondanks dat dit volgens de koloniale wetgeving (de Leyes de Burgos) niet toegestaan was. Vanaf de 18e eeuw kwamen er koffieplantages⁣, maar na verloop van tijd bleken die minder rendabel. Ook kwamen er tabakplantages. In de 19e eeuw wisten steeds meer Spaanse koloniën zichzelf onafhankelijk te verklaren. Op Puerto Rico ontstonden gelijksoortige bewegingen, maar op één opstand na (de Grito de Lares van 1868) waren deze niet gewelddadig. In 1897 kreeg het eiland zelfbestuur van Spanje.

### Amerikaanse tijd

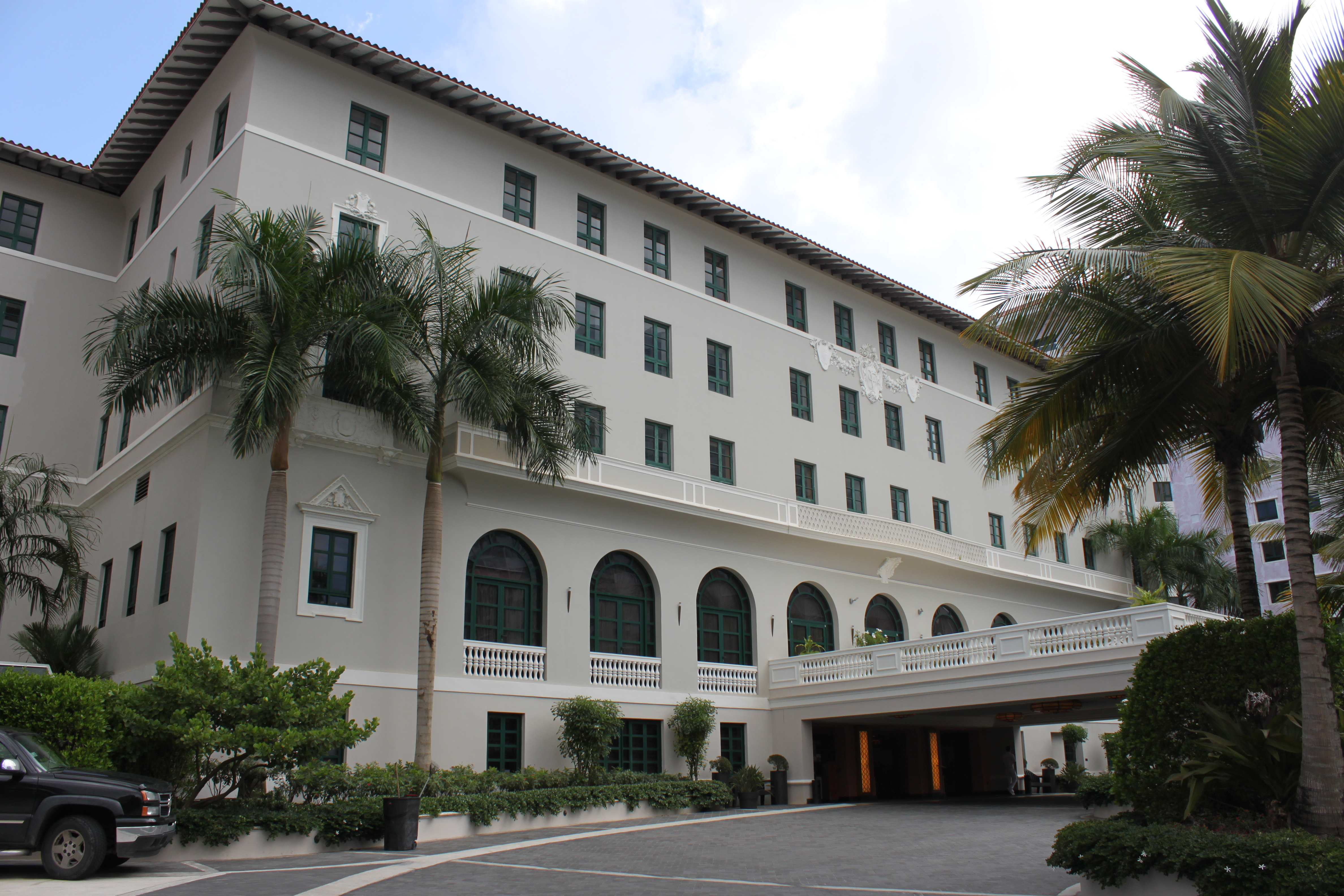
Het Condado Vanderbilt Hotel, geopend in 1919 markeert het begin van het toerisme in Puerto Rico

In 1898, na de Spaans-Amerikaanse Oorlog en na de ratificatie van het vredesverdrag, werd Puerto Rico ingenomen door de Verenigde Staten. Deze inname is nog steeds omstreden. Volgens sommigen was het een bevrijding; volgens anderen een bezetting. Een jaar later werd het eiland zwaar getroffen door een orkaan waar Amerikaanse bedrijven van profiteerden door boerderijen op te kopen en die samen te voegen tot grote efficiënte plantages. De Puerto Ricanen die hun zelfstandigheid konden bewaren, deden dat met grote schulden aan Amerikaanse banken. In 1900 werd de Foraker Act aangenomen waardoor de Puerto Ricanen beperkt zelfbestuur en een parlement kregen. Dit parlement stemde in 1914 voor onafhankelijkheid, maar was hier volgens de Amerikanen niet toe bevoegd.
In de jaren twintig ging het economisch goed, door de stijgende prijzen van suiker en tabak. Dit had als resultaat dat er veel in infrastructuur geïnvesteerd werd. Ook begon het eiland toeristen te trekken. De voorspoed werd beëindigd door de crisis van de jaren 30. In 1937 vond een schietpartij tussen de politie en demonstranten plaats die bekend zou worden als de Ponce massacre. In 1950 vond een gewapende opstand plaats waarbij o.a. het gerechtsgebouw en de gouverneurswoning (La Fortaleza) werd aangevallen. Na de Tweede Wereldoorlog zijn er veel initiatieven geweest om de economie te verbeteren en industrie aan te trekken.
In 1918 was er aan de westkust een aardbeving en tsunami. In 2017 raasde de orkaan Maria over het eiland. Drie jaar na de orkaan was nog steeds een deel van de schade niet verholpen.
Sinds 1967 zijn er vijf referenda gehouden over de status van het eiland. De opkomst is laag en de uitkomst is steevast, dat de bevolking aansluiting wil als 51e deelstaat van de Verenigde Staten. Deze houden echter de boot af en laten het bij de speciale status van Puerto Rico als geassocieerde staat.

## Bestuur

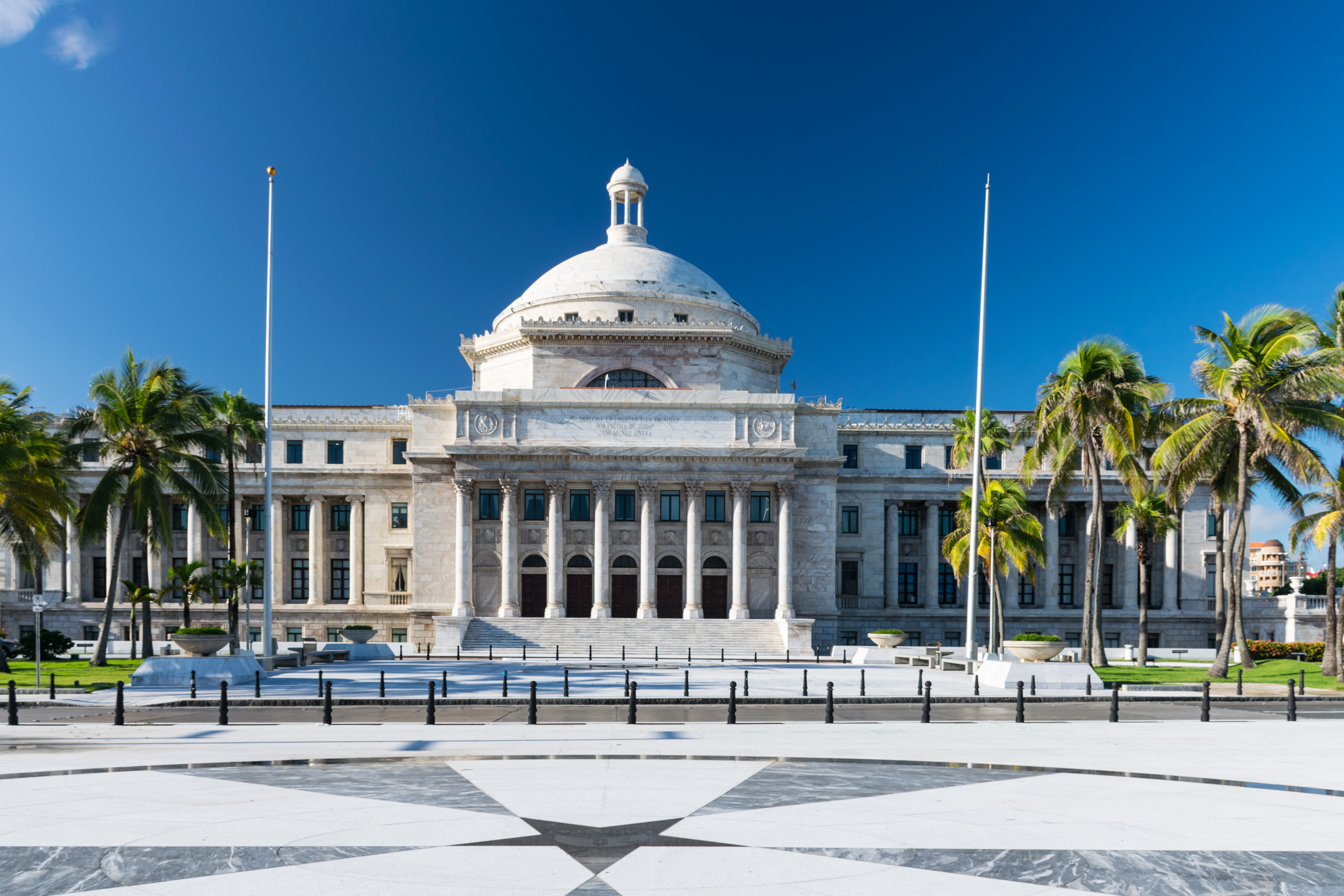
Het parlementsgebouw van Puerto Rico

Sinds 1917 zijn Puerto Ricanen onder de Jones Act burgers van de Verenigde Staten. Ze zijn gerechtigd zonder visum overal in de Verenigde Staten te wonen, en omgekeerd mogen Amerikaanse staatsburgers naar Puerto Rico emigreren zonder visum. Maar Puerto Ricanen zijn niet vertegenwoordigd in het Amerikaanse Congres en mogen niet stemmen voor de Amerikaanse president. Ze betalen geen federale inkomstenbelasting. Puerto Rico heeft een gekozen functionaris, de Resident Commissioner, die in het Congres plaatsneemt als gedelegeerde van Puerto Rico. Hij heeft spreekrecht in het Huis van Afgevaardigden en mag zitting nemen in commissies, maar hij heeft geen stemrecht.
Op 3 juli 1950 stemde de Amerikaanse regering in met Law 600 die Puerto Rico het recht geeft een eigen grondwet op te stellen. De grondwet werd goedgekeurd door de meerderheid van de bevolking, en later door het Amerikaans Congres dat echter de uiteindelijke soevereiniteit over Puerto Rico behield, hoewel Puerto Rico wel zelfbestuur kreeg. Onder deze grondwet is Puerto Rico een vrijstaat (en: commonwealth), die is verbonden met de Verenigde Staten.
De regering bestaat uit drie organen (trias politica: de wetgevende macht, met een tweekamerstelsel, bestaande uit een Senaat en een Huis van Afgevaardigden, de uitvoerende macht die het dagelijks bestuur uitoefent en de rechterlijke macht die deze uitvoering toetst aan de wet. Aan het hoofd van de uitvoerende macht staat de gouverneur, sinds januari 2025 Jenniffer González-Colón. Het juridische systeem is gebaseerd op het Spaanse burgerlijk wetboek.

## Politieke status
Puerto Rico heeft drie belangrijke politieke partijen, die ieder hun eigen politieke doelen nastreven voor de toekomstige status van het eiland.
- De Partido Popular Democrático (PPD, Nederlands: Democratische Volkspartij) wil de huidige structuur behouden, waarbij Puerto Rico een vrijstaat is die geassocieerd is met de Verenigde Staten.
- De Partido Nuevo Progresista (PNP, Nederlands: Nieuwe Progressieve Partij) is er voorstander van om Puerto Rico een volwaardige staat van de Verenigde Staten te maken.
- De Partido Independentista Puertorriqueño (PIP, Nederlands: Puerto Ricaanse Onafhankelijkheidspartij) wil onafhankelijkheid van de Verenigde Staten.

Lange tijd was er weinig aandrang om de status quo te veranderen. In 2012 vond een volksraadpleging plaats waarbij de meerderheid van de Puerto Ricanen te kennen gaf de status te willen veranderen, echter met slechts een opkomst van rond de 25 procent. Hierop diende het parlement van Puerto Rico een officieel verzoek in om toe te treden als 51e staat van de Verenigde Staten. Dit ligt binnen de VS wel gevoelig aangezien Puerto Rico dan de eerste Spaanstalige staat zou worden. Maar ook op Puerto Rico ligt toetreding gevoelig.

## Geografie

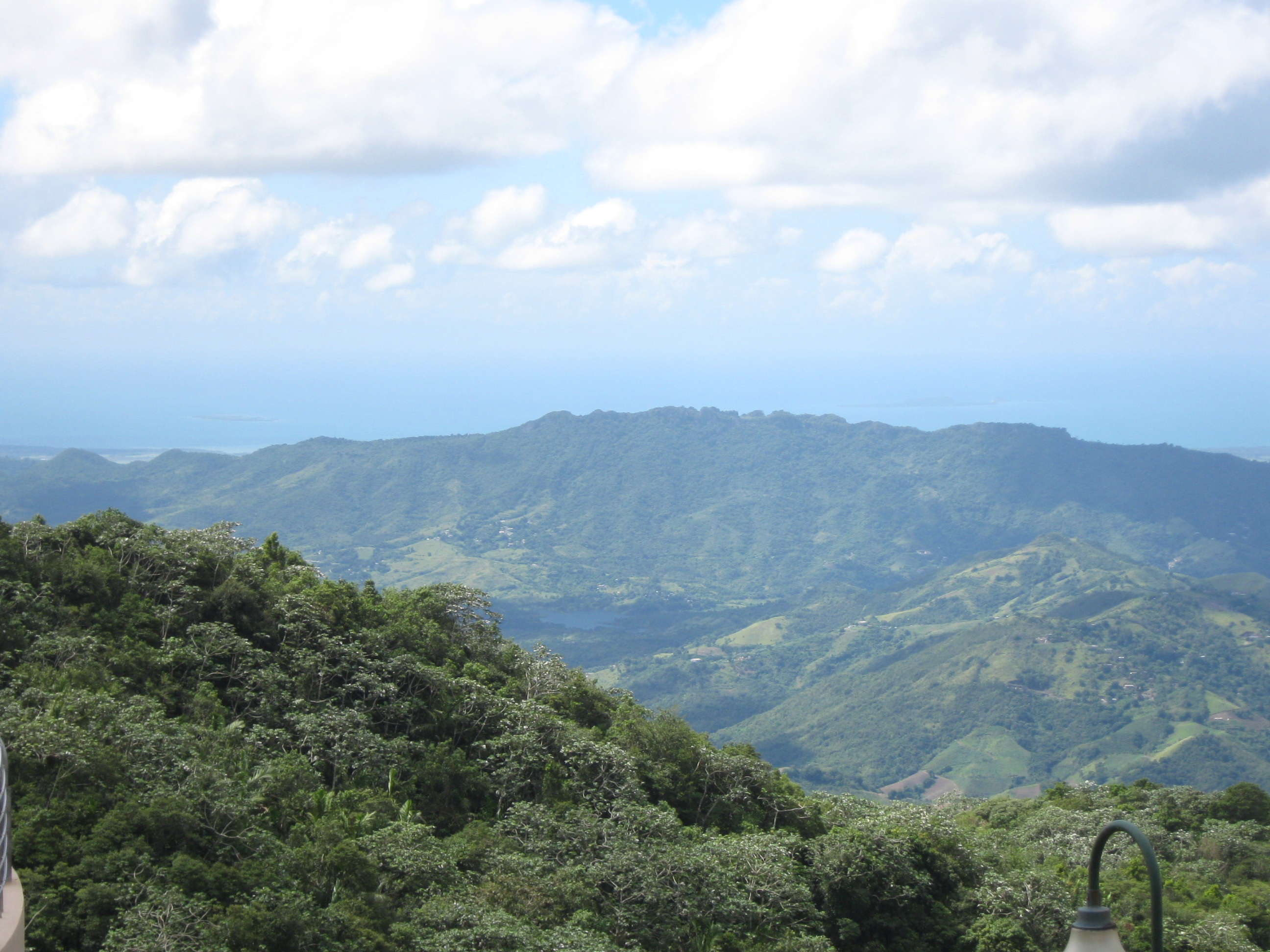
De bergen van het Cordillera Central.

De Puerto Ricaanse archipel bestaat uit het hoofdeiland Puerto Rico en diverse kleinere eilanden, waaronder Vieques, Culebra, en Mona. Het hoofdeiland meet 170 kilometer bij 60 kilometer en is het op twee na grootste eiland van de Verenigde Staten. Puerto Rico heeft een bevolking van ongeveer 4 miljoen waarvan er 430.000 in de hoofdstad San Juan wonen dat tevens de grootste stad is. De Cordillera Central is een bergketen die van oost naar west door het eiland loopt. Het hoogste punt is de Cerro de Punta (1338 meter). Het laagste punt ligt op zeeniveau.
Puerto Rico ligt in de tropen. In het noorden en in de bergen heerst een tropisch regenwoudklimaat, in het zuiden het moessonklimaat. De seizoenen verschillen niet sterk van elkaar en de gemiddelde temperatuur is het hele jaar door 27 °C. Het zuiden is warmer dan het noorden en de temperatuur in de bergen is lager dan het gemiddelde.

### Bestuurlijke indeling
Puerto Rico heeft 78 gemeenten (municipios; enkelvoud: municipio) waaronder San Juan, Ponce, Mayagüez, Caguas, en Humacao. In de agglomeratie die bestaat uit San Juan, Bayamón, Carolina, en Guaynabo wonen ruim 1,6 miljoen mensen. Elke gemeente heeft een burgemeester, en een gemeenteraad die voor een periode van vier jaar wordt gekozen. Anders dan Amerikaanse staten is Puerto Rico niet verdeeld in counties of districten. De oudste gemeente, San Juan, werd gesticht in 1517. De eeuwen erna volgden de andere 77. De gemeente Florida is de jongste gemeente; deze werd gesticht in 1971.
Zie ook: Lijst van gemeenten van Puerto Rico

### Verkeer & vervoer
Het eiland heeft een netwerk van snelwegen en de hoofdstad heeft een metro, de Tren Urbano. Luis Muñoz Marín International Airport is het enige internationale vliegveld van Puerto Rico.

## Economie
De economische omstandigheden in Puerto Rico zijn sinds de Grote Depressie aanzienlijk vooruit gegaan dankzij buitenlandse investeringen in kapitaalintensieve industrie zoals petrochemische industrie, geneesmiddelenindustrie en technologie. De lokale industrie, die tot 2006 profiteerde van speciale belastingmaatregelen van de Amerikaanse overheid (geen federale belastingen voor de activiteiten van Amerikaanse bedrijven op het eiland) moet nu concurreren met industrie in armere landen waar geen Amerikaanse wetgeving voor minimumlonen bestaat. Sinds 2006 is de economie met 14% gekrompen ten opzichte van tien jaar geleden. Daar komt bij dat Puerto Rico het grootste deel van haar voedsel moet importeren en het eiland geen natuurlijke rijkdommen heeft. Veel Puerto Ricanen trekken naar het vasteland van de VS om daar werk te vinden en velen kiezen voor een baan in het Amerikaanse leger.

### Toerisme
Toerisme is een groeiende inkomstenbron. Puerto Rico heeft mooie stranden, met name op de omliggende eilanden, en een aantal beschermde natuurgebieden. San Juan is een stop voor vele cruiseschepen en een van de stranden van Isabela in het noordwesten is een geliefde surflocatie. Liefhebbers van ornithologie (of vogelkunde) kunnen er de zeldzame Puertoricaanse amazone (Amazona vittata) zoeken in het regenwoud van El Yunque. 239 plantensoorten, 16 vogelsoorten en 39 soorten reptielen, kikkers en salamanders komen alleen op Puerto Rico voor. Toeristen kunnen het beschermde koraalrif van de Puertoricaanse eilanden Culebra en Vieques bewonderen door te snorkelen en duiken.

### Schulden
Op 30 juni 2015 werd bekend dat Puerto Rico niet in staat was om de schulden terug te betalen. De gouverneur Alejandro Garcia Padilla, heeft een herstructurering van de schuld gevraagd. De bijzondere status van Puerto Rico maakt een oplossing van het schuldenprobleem er niet eenvoudiger op. Het eiland is geen onafhankelijke staat en kan bijvoorbeeld niet bij het Internationaal Monetair Fonds (IMF) aankloppen. Maar het is ook geen district of gemeente van de VS, zodat het de bescherming tegen faillissement ontbeert die bijvoorbeeld berooid Detroit inriep. In januari 2016 was de schuldenlast opgelopen tot ruim 67 miljard euro, ofwel 71% van het bruto binnenlands product. De overheidsobligaties van het eiland hebben geen herstructureringsclausule waardoor minderheidscrediteuren niet verplicht kunnen worden om mee te werken. Op 1 augustus 2015 verzuimde Puerto Rico 58 miljoen dollar aan aflossing en rente te betalen op een obligatielening. De regering komt daarmee in conflict met de schuldeisers en wil ze aan de tafel krijgen om over de schulden te praten.

## Demografie
De bevolking van Puerto Rico is ontstaan uit groepen van voornamelijk Spanjaarden, Taíno-indianen, en Afrikaanse slaven. In vijf eeuwen is er een harmonieus mengsel van Spaanse, Taíno en Afrikaanse tradities ontstaan, maar de cultuur van de Spaanse kolonisten is altijd overheersend geweest.
Van de Europese bevolking stammen de meesten uit families van de kolonisten die voornamelijk afkomstig waren uit Zuid-Spanje en de Canarische Eilanden. Aanvankelijk kwamen huwelijken tussen de Spanjaarden en de Taíno-indianen voor, maar de inheemse bevolking werd al snel uitgeroeid (bron ?). Tegenwoordig zijn de Taíno uitgestorven, maar hun bijdrage aan de cultuur van het eiland is nog terug te vinden in de plaatselijke gerechten, de kunst, en de plaatsnamen. Toen de oorspronkelijke bevolking was uitgeroeid, werden veel Afrikaanse slaven op het eiland geïmporteerd, en tegenwoordig zijn er veel Puerto Ricanen met een zichtbaar Afrikaans uiterlijk.
Mitochondriaal DNA-onderzoek op Puerto Rico toont aan dat Taino DNA terug te vinden is bij 61 procent van de bevolking.
Later arriveerden immigranten uit Corsica, Italië, en Frankrijk op het eiland, en veel Spaanse loyalisten uit voormalige Spaanse koloniën in Zuid-Amerika. Andere kolonisten komen uit Ierland, Duitsland, en recent, uit Cuba en uit de Dominicaanse Republiek, maar zij maken minder dan 2% van de bevolking uit. Volgens de volkstelling van 2000 beschouwt 96% van de bevolking zich als afkomstig uit Puerto Rico, zodat de maatschappij tamelijk homogeen lijkt.
De belangrijkste taal op Puerto Rico is Spaans. Naar schatting spreekt minder dan een kwart van de bevolking goed genoeg Engels om het, naast het Spaans, als voertaal te kunnen gebruiken. Engels wordt op school onderwezen als tweede taal.
Van de bevolking is 85% rooms-katholiek (volkstelling van 2000).

## Biodiversiteit, flora en fauna
Puerto Rico heeft 239 soorten endemische planten waaronder de Passiflora tulae en een groot aantal planten die ook te vinden zijn op andere antillen zoals de Heliconia caribaea en de Philodendron giganteum.
De fauna van Puerto Rico kent ook een aantal endemische soorten zoals een soort van de toornslangachtigen; Borikenophis portoricensis, kikker Coqui en de bedreigde papegaai de Puertoricaanse amazone.
In het zuidwestelijk gedeelte van Puerto Rico bevindt zich de Baai van Vuur (Bay of Fire), gekenmerkt door een opvallende vorm van bioluminescentie, teweeggebracht door dinoflagellaten in het water van de baai.

## Wetenschap
Sinds 1903 heeft het eiland een eigen universiteit, de Universiteit van Puerto Rico. In 1963 werd de Arecibo-radiotelescoop geopend, die destijds de grootste radiotelescoop ter wereld was en waarmee in 1974 de Areciboboodschap werd verzonden.

## Cultuur

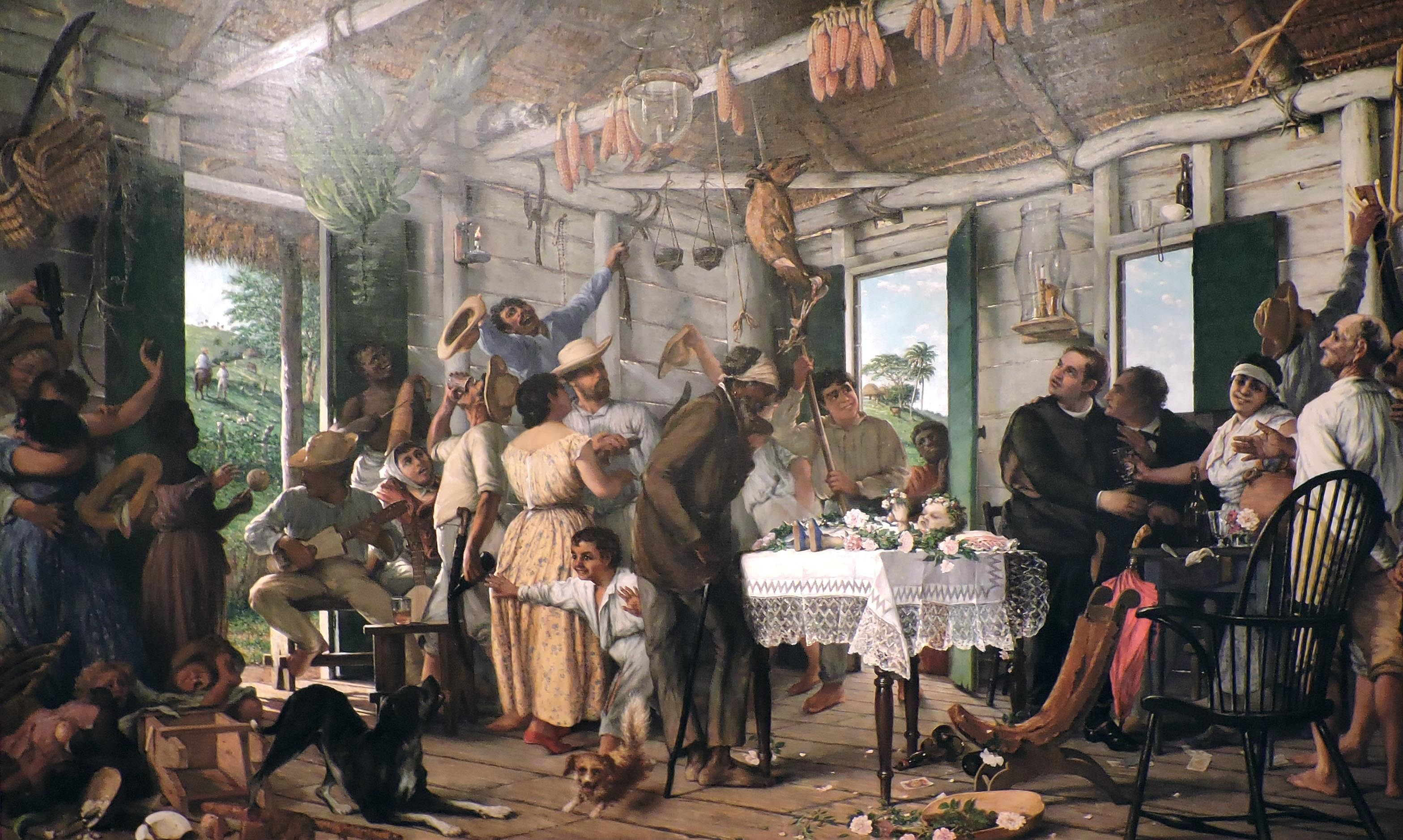
El Velorio, door de impressionistische schilder Francisco Oller.

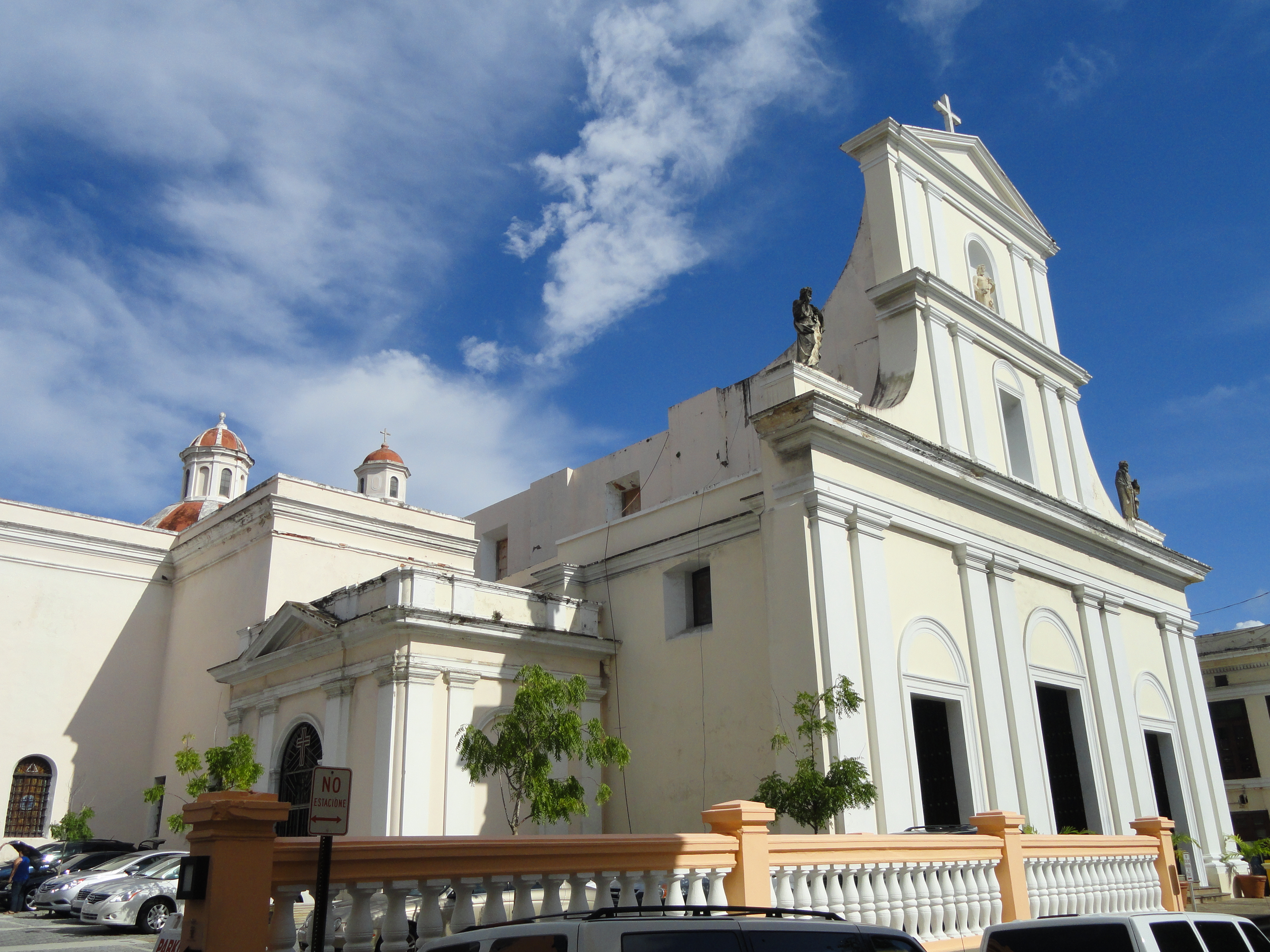
De kathedraal van San Juan. een voorbeeld van koloniale architectuur en de oudste kathedraal van de Verenigde Staten.

De cultuur van Puerto Rico wijkt sterk af van de rest van de Verenigde Staten en is het product van de diverse etnische groepen die op het eiland leven. Dit is ook terug te zien in de culinaire cultuur van het eiland. Onder andere de gumboachtige soep asopao en de cocktail pina colada zijn bekende gerechten.
In het oude, ommuurde deel van de hoofdstad zijn vele koloniale bouwwerken te zien. Ponce Creole is een bouwstijl die aan het eind van de 19e eeuw ontstond en geïnspireerd is op het neoclassicisme, Spanish Colonial Revival-architectuur en victoriaanse architectuur.
Reggaeton is een muziekstijl die in de jaren negentig ontstond uit reggae, dancehall en hiphop. Bomba en plena zijn oudere muziek- en dansstijlen die hun oorsprong op het eiland hebben.
Puerto Rico heeft een eigen Olympische sportploeg, en wordt vertegenwoordigd op internationale evenementen zoals de Olympische Zomerspelen, de Olympische Winterspelen, de Pan-Amerikaanse Spelen, de Centraal-Amerikaanse en Caraïbische Spelen en de World Baseball Classic. Ook op de Miss Universe- en Miss World-verkiezing wordt Puerto Rico door een eigen kandidate vertegenwoordigd, wat het land reeds vijf winnaressen opleverde.
Puerto Rico kent sinds 1912 haar eigen filmindustrie. Daarnaast is het voor vele Amerikaanse films als decor gebruikt. Voor Amerikaanse bedrijven was het lange tijd niet toegestaan om in Cuba te filmen waardoor Puerto Rico een passend alternatief vormde.
De mascotte van Puerto Rico is de Coqui, een kleine boomkikker met de Latijnse naam Eleutherodactylus.
Het geluid van deze kikkers wordt door de inwoners van Puerto Rico als kenmerk van het eiland beschouwd.

## Bekende Puerto Ricanen
- Marc Anthony, zanger-acteur
- Rauw Alejandro, reggaetonartiest
- Bad Bunny, reggaetonartiest
- Big Pun, rapper
- Paul Calderón, acteur, filmproducent en scenarioschrijver
- Raul Julia , acteur, toneelspeler en activist
- Tego Calderón, rapper en reggaetonartiest
- Chayanne, zanger
- Willie Colón, zanger, trombonist
- Javier Culson, atleet
- Shawn Elliott, acteur
- Fat Joe, rapper en acteur
- José Feliciano, zanger
- Luis Fonsi, zanger
- Luis Fortuño, gouverneur
- Alejandro García Padilla, gouverneur
- Luis Guzmán, acteur
- La India, zangeres
- Héctor Lavoe, zanger
- Jennifer Lopez, zangeres, actrice, danseres, ontwerpster en mode-icoon
- Ricky Martin, zanger
- Don Omar, reggaetonartiest
- Joell Ortiz, rapper
- Joaquin Phoenix, acteur
- Pedro Pierluisi, gouverneur
- Damian Priest, worstelaar
- Mónica Puig, tennisspeelster
- Nicky Jam, zanger
- Ozuna, reggaeton- en Latin trap-zanger
- Randy, zanger
- Gabriel Ríos, zanger-gitarist
- Ismael Rivera, zanger
- Omar Rodríguez-López, gitarist, componist en producer
- Ricky Rosselló, gouverneur
- Roselyn Sánchez, model, actrice en zangeres
- Joan Smalls, model
- Tito "El Bambino", reggaetonartiest
- Benicio del Toro, acteur
- Ana Lydia Vega, schrijfster
- Lauren Vélez, actrice
- Wisin & Yandel, reggaetonartiesten
- Daddy Yankee, reggaetonartiest, acteur, filmproducent en zakenman
- Zion & Lennox, reggaetonartiesten